# American English Coonhound
American English Coonhound, ibland kallad Redtick Coonhound, är en hundras från USA som används som jakthund, främst för jakt på tvättbjörn. Rasen är inte godkänd av Fédération Cynologique Internationale (FCI), men sedan 1995 är den upptagen i American Kennel Clubs Foundation Stock Service och 2009 erkändes den som självständig ras.

## Historia
Den mindre amerikanska kennelklubben United Kennel Club har registrerat rasen sedan början av 1900-talet. Först registrerades english coonhound tillsammans med bluetick coonhound och treeing walker coonhound som English Fox and Coonhound, men sedan bluetick coonhound och treeing walker coonhound började registreras för sig på 1940-talet ändrades namnet för denna hund till english coonhound. När AKC också adopterat rasen modifierades namnet till American English Coonhound.
English coonhound härstammar till stor del från drivande hundar av brittisk härkomst, som engelsk foxhound, som importerats till USA under 1700-talet. På 1800-talet bedrevs avel i Virginia, Tennessee och Kentucky som resulterade i en jämfört med black and tan coonhound mindre jakthund som hade goda egenskaper för tvättbjörnsjakt. 

## Egenskaper
Temperamentet är i allmänhet vänligt, det är en robust jakthund som samtidigt ofta går bra att hålla som familjehund.

## Utseende
Standarden skiljer sig åt mellan AKC och UKC. Den senare organisationen tillåter en större storleksvariation: den tillåtna mankhöjden hos UKC är 53–69 centimeter och vikten är 18–30 kilogram. Hanhundar är större och tyngre än tikar. Flera olika pälsfärger förekommer. Rasens andra namn, redtick coonhound, syftar på en vanlig pälsfärg där hundens päls har en mönstring med större och mindre rödbrunaktiga fläckar (se bild).